# Edzai Kasinauyo
Edzai Kasinauyo (Seke, 28 de março de 1975 - 16 de junho de 2017) foi um futebolista profissional zimbabuano que atuava como meia.

## Carreira
Edzai Kasinauyo representou o elenco da Seleção Zimbabuense de Futebol no Campeonato Africano das Nações de 2006.